# 歓喜の歌
『歓喜の歌』（かんきのうた、喜びの歌、歓びの歌とも。独: An die Freude / アン・ディー・フロイデ、英: Ode to Joy）は、ベートーヴェンの交響曲第9番の第4楽章で歌われ、演奏される第一主題のこと。

## 歌詞
フランス革命の直後、シラーの詩作品「自由賛歌」（独: Ode An die Freiheit、仏: Hymne à la liberté 1785年）がラ・マルセイエーズのメロディーでドイツの学生に歌われていた。その後に書き直された「歓喜に寄せて」（An die Freude 1785年初稿、1803年一部改稿）をベートーヴェンが歌詞として1822年 - 1824年に引用、書き直したもの。ベートーヴェンは1792年にこの詩の初稿に出会い感動して曲を付けようとしているが、実際に第9交響曲として1824年に完成した時には1803年改稿版の詩を用いている。
ベートーヴェンは生涯にわたってシラーの詩集を愛読したが、実際に交響曲第9番ニ短調『合唱付』作品125の第4楽章の歌詞に織り込むにあたって、3分の1ほどの長さに翻案している。冒頭にバリトン歌手が独唱で歌う“おお友よ、このような旋律ではない…”は、ベートーヴェンが自分で考えたものであり、シラーの原詩にはない。

### 歌詞（ドイツ語原詞・日本語訳）
An die Freude

O Freunde, nicht diese Töne!

Sondern laßt uns angenehmere

anstimmen und freudenvollere.

（以上3行はベートーヴェン作詞）

Freude, schöner Götterfunken,

Tochter aus Elysium

Wir betreten feuertrunken.

Himmlische, dein Heiligtum!

Deine Zauber binden wieder,

（以下2行は1803年改稿）

Was die Mode streng geteilt;

Alle Menschen werden Brüder,

（1785年初稿:

Was der Mode Schwert geteilt;

Bettler werden Fürstenbrüder,）

Wo dein sanfter Flügel weilt.

Wem der große Wurf gelungen,

Eines Freundes Freund zu sein,

Wer ein holdes Weib errungen,

Mische seinen Jubel ein!

Ja, wer auch nur eine Seele

Sein nennt auf dem Erdenrund!

Und wer's nie gekonnt, der stehle

Weinend sich aus diesem Bund!

Freude trinken alle Wesen

An den Brüsten der Natur;

Alle Guten, alle Bösen

Folgen ihrer Rosenspur.

Küsse gab sie uns und Reben,

Einen Freund, geprüft im Tod;

Wollust ward dem Wurm gegeben,

und der Cherub steht vor Gott.

Froh, wie seine Sonnen fliegen

Durch des Himmels prächt'gen Plan,

Laufet, Brüder, eure Bahn,

Freudig, wie ein Held zum Siegen.

Seid umschlungen, Millionen!

Diesen Kuß der ganzen Welt!

Brüder, über'm Sternenzelt

Muß ein lieber Vater wohnen.

Ihr stürzt nieder, Millionen?

Ahnest du den Schöpfer, Welt?

Such' ihn über'm Sternenzelt!

Über Sternen muß er wohnen.
「歓喜に寄せて」

おお友よ、このような旋律ではない！

もっと心地よいものを歌おうではないか

もっと喜びに満ち溢れるものを

（以上3行はベートーヴェン作詞）

歓喜よ、神々の麗しき霊感よ

天上楽園の乙女よ

我々は火のように酔いしれて

崇高なる者（歓喜）よ、汝の聖所に入る

汝が魔力は再び結び合わせる

（以下2行は1803年改稿）

時流が強く切り離したものを

すべての人々は兄弟となる

（1785年初稿:

時流の刀が切り離したものを

物乞いらは君主らの兄弟となる）

汝の柔らかな翼が留まる所で

ひとりの友の友となるという

大きな成功を勝ち取った者

心優しき妻を得た者は

自身の歓喜の声を合わせよ

そうだ、地球上にただ一人だけでも

心を分かち合う魂があると言える者も歓呼せよ

そしてそれがどうしてもできなかった者は

この輪から泣く泣く立ち去るがよい

すべての存在は

自然の乳房から歓喜を飲み

すべての善人もすべての悪人も

自然がつけた薔薇の路をたどる

自然は口づけと葡萄の木と

死の試練を受けた友を与えてくれた

快楽は虫けらのような者にも与えられ

智天使ケルビムは神の前に立つ

天の壮麗な配置の中を

星々が駆け巡るように楽しげに

兄弟よ、自らの道を進め

英雄が勝利を目指すように喜ばしく

抱き合おう、諸人（もろびと）よ！

この口づけを全世界に！

兄弟よ、この星空の上に

聖なる父が住みたもうはず

ひざまずくか、諸人よ？

創造主を感じるか、世界中の者どもよ

星空の上に神を求めよ

星の彼方に必ず神は住みたもう

### 訳詞
日本語の訳詞で歌われることもあり、外部リンクにあるような独自の歌詞が付けられることもある。日本語訳で特に有名なものとしては、尾崎喜八が翻訳したものや、岩佐東一郎が作詞したものが挙げられる。1980年代に入った頃から、アマチュアの合唱団が年末にベートーヴェンの第9を歌う“第9ブーム”が日本で定着したが、それに伴って「歓喜の歌」のドイツ語原詩を覚えるためのいろいろなアイデアが考案されている。有名なものとしては、1990年2月15日の朝日新聞に載った、《向島芸者達が練習に使った「歓喜の歌」のとらの巻》があるが、「風呂出で　詩え寝る」など、本来のドイツ語の発音からはかけ離れた面もあり、現在では用いられていない。
作詞家の、なかにし礼は、1987年に日本語の「歓喜の歌・日本語版」を出版し、同年8月に桑名市民会館で初演されたが、その楽譜は現在も音楽雑誌ショパン社から出されており、各地で演奏されて好評を博している。2005年の愛・地球博でも演奏された。
1985年に欧州連合が欧州連合賛歌（欧州の歌）として採用したことに伴い、ラテン語の歌詞が付けられている。

シラー作『歡喜に寄する』讃歌（譯詞）尾崎喜八訳
歡喜、聖なる神の焔よ、
耀く面もて我等は進む。
裂かれし者等を合はす汝が手に
諸人結びて同胞となる。
心の友垣、操の妻を
かち得し者等は集ひて歌へ。
己を憑みて驕れる者に、
此の世の眞の歡喜有らじ。
萬の物皆、自然を生きて、
並べての人皆、光に浴みす。
友等と、力と、愛とを降す
御神の姿の在らぬ隈なし。
あゝ、造物主、日の神の
遙けき御空を天駈けるごと、
行け、汝が道を、勝利の道を、
勇みて、兵の行くがごとく、
行け、我が友よ、いざ行け、友。
捧げよ、諸人、人の誠を
父こそ、ゐませ、星空の上に。
仰げよ、同胞、けだかき父を。
ひとりの父を、星空の上に。
序句 （但しシラーの作にあらず）
おゝ、友、
それならぬ、
樂しく、深く、
歡喜に滿てる歌を

## ベルリンの壁崩壊と東欧革命
ベルリンの壁が崩壊した後、チェコスロバキアでビロード革命が起き、1989年12月14日、首都のプラハで革命を祝うための演奏会がヴァーツラフ・ノイマン指揮、チェコ・フィルハーモニー管弦楽団によって行われ、ここで歌われた歓喜の歌が東欧革命のテーマ曲となった。演奏が終わると拍手が20分以上も鳴り続け、新しい大統領となったヴァーツラフ・ハヴェルはVサインを掲げ、共に革命の勝利を喜んだ。
一方でそのベルリンでは、1989年12月25日にレナード・バーンスタイン指揮の演奏会が行われた。バイエルン放送交響楽団を母体に、東西ドイツとアメリカ、イギリス、フランス、ソ連（当時）の6ヶ国から有志を募って混成オーケストラを臨時編成し、ベルリンでも伝統のあるコンサートホールであるシャウシュピールハウスで交響曲第9番を演奏して、東西ドイツの融和を祝った。この時は“Freude”（歓喜）を“Freiheit”（自由）に置き換えて歌ったことが大きな話題になった（再統一は翌年の1990年10月3日である）。
間もなく、ドイツ・グラモフォン社からこのクリスマス・コンサートのライブ録音がCDとレーザー・ディスク（LD）で発売された。バーンスタインはそれから1年もたたないうちに、1990年10月14日に急逝した。

## 日本最初の演奏
交響曲第9番を日本で初めて合唱付きで全曲演奏したのは、1918年（大正7年）6月1日、徳島県板東町（現・鳴門市）の板東俘虜収容所に収容されていたドイツ兵たちであった。当時、中国の青島はドイツの租借地であり、日本は第一次世界大戦に連合軍側に立って参戦すると、ここを占領し彼らを捕虜として収容したのである。ドイツ人捕虜たちは、収容所長の松江豊寿大佐の人道的扱いによって自由に音楽を楽しんでいた。このエピソードは『バルトの楽園』として2006年に出目昌伸により映画化され、それ以前にもNHKの連続テレビ小説「なっちゃんの写真館」（1980年放送）などで取り上げられている。
なお「歓喜の歌」の部分だけの演奏は、板東における全曲の初演より早く、1916年（大正5年）8月20日、徳島俘虜収容所（徳島市）のドイツ兵により行われている。
また、歓喜の主題がメロディーとして日本人に知られたのはさらに古く、1912年（明治45年）の『日曜学校讃美歌』では「ものみなうるはし ものみなたのし」の歌詞を付けて紹介されている。1917年（大正6年）の第一高等学校寮歌「とこよのさかえに」も、歓喜の主題を使ったものである。
邦人としての初演は、1924年に九州帝国大学の学生オーケストラである「フィルハーモニー会」（現九大フィルハーモニーオーケストラ）が摂政宮殿下御成婚奉祝音楽会にて演奏したのが最初であるとされており、歌詞はドイツ語やその日本語訳ではなく、当時の文部省制定による「皇太子殿下御結婚奉祝歌」が用いられた。

## 長野オリンピック
1998年2月7日、長野オリンピックの開会式において小沢征爾指揮の下で世界の5大陸・6ヶ国・7か所から同時に歌われ、それに合わせた堀内元振付によるバレエの映像が世界中に中継された。歌われた場所は、小沢征爾がタクトを振った長野県県民文化会館、中国・北京の紫禁城、オーストラリア・シドニーのオペラハウス、ドイツ・ベルリンのブランデンブルク門、黒人と白人の混成合唱団で歌われた南アフリカ共和国・喜望峰、アメリカ・ニューヨークの国連本部、開会式が行われた長野オリンピックスタジアムである。
オーケストラによる演奏は長野県県民文化会館で行われたが、合唱団がいる各地に向けて同時に演奏を配信するとオーケストラとの音ズレが起きてしまい、また合唱団の歌声も遅れて長野まで届いてしまうため、1番距離のある喜望峰を基準に遅れを補正された状態で中継された。
午前11時に始まった開会式では聖火が聖火台に点火されたあと、フィナーレとして歓喜の歌が歌われ、80人のダンサーによるバレエが展開された。曇り空の長野、気温がマイナスの北京、真夏のシドニー、真夜中のベルリンと、時刻や季節がバラバラの中同時に歌われた。また喜望峰では日の出と重なり、歌が進むにつれて一帯が明るくなっていく様子が映し出された。

## その他
- この旋律は、1795年の「愛されない者の溜め息と愛の答え Seufzer eines Ungeliebten und Gegenliebe」WoO.118、1808年の「合唱幻想曲作品80」と、1810年の歌曲「絵の描かれたリボンで Mit einem gemalten Band」作品83-3にその原型が見られる。
- 1945年のナチス・ドイツ崩壊から1952年に西ドイツが国歌を決めるまでの間、新しい歌を作ったり、学生歌"Ich hab mich ergeben（ドイツ語版）"で代用したことがあった。この時期に「歓喜の歌」も、国歌の代用として使われたことがある[要出典]。
- かつてのオリンピックの東西統一ドイツ選手団が表彰式での国歌の代わりに用いた。
- 欧州連合（EU）や欧州評議会では、欧州の歌として採用しヨーロッパのシンボルとしている。
- かつて南ローデシア（現：ジンバブエ）の国歌だった。
- モーツァルトのオッフェルトリウム「ミゼリコルディアス・ドミニ」ニ短調K.222(205a)の中に似たフレーズが現れる。外部リンク
- シューベルトの交響曲第8番（旧第9番）ハ長調『ザ・グレイト』第4楽章にも似たフレーズが現れるが、これは引用だと考えられている。外部リンク
- ブラームスの交響曲第1番ハ短調の第4楽章の主部の主題との類似性はつとに指摘されており、現在ではブラームスのベートーヴェンへのオマージュ（敬意）の表れとの解釈がある。
- 1970年 - ミゲル・リオス（英語版）がポップス調にアレンジし「よろこびのシンフォニー（英語版）」としてカバーしたものが世界的にヒットした。
- 1972年 - 遠藤賢司が独自に訳詞をつけてカバーする（アルバム『嘆きのウクレレ』収録）。後にBank Bandがこのバージョンをカバーし、アルバム『沿志奏逢』に収録される。
- 1990年（平成2年）12月13日 - 日蓮正宗宗務院は信徒団体であった創価学会に対し、創立60周年の記念式典で歓喜の歌を原語（ドイツ語）で歌うことはキリスト教を容認・礼讃することになるので取り止めるよう求めた。しかし、創価学会側は歓喜の歌の歌詞にはキリスト教を容認・礼讃するような内容が含まれていないので問題はないとして反発し、日蓮正宗からの創価学会離脱（魂の独立）の一因となった[6]。
- 1991年に発表されたマイケル・ジャクソンの楽曲「ウィル・ユー・ビー・ゼア」の冒頭で、「歓喜の歌」の一部が使用されている。
- 2002年3月9日までJR宇都宮線（東北線）の蓮田駅の発車メロディに使用されたことがある。

## 参考
- 林啓介『第九の里ドイツ村』井上書房、1993
- 中村彰彦『二つの山河』文藝春秋、1994　のち文春文庫